# Royal Irish Constabulary
Il Royal Irish Constabulary (RIC) fu una delle due forze di polizia attive in Irlanda agli inizi del XX secolo, assieme alla Dublin Metropolitan Police. Londonderry (Derry) e Belfast avevano delle forze proprie, ma i problemi, in particolare il loro coinvolgimento nella violenza settaria, portarono allo smantellamento delle due entro il 1870, e il RIC assunse i loro incarichi. Venne smantellato nel 1922 e sostituito da due nuove forze di polizia; il Garda Síochána nello Stato Libero d'Irlanda (l'odierna Repubblica d'Irlanda) e il Royal Ulster Constabulary nell'Irlanda del Nord. La forza di polizia era prevalentemente cattolica, anche se c'erano meno cattolici nei gradi più alti. Il sistema di polizia del RIC servì da modello per la North West Mounted Police canadese, quando il governo federale canadese era alla ricerca di un modo praticabile per far rispettare la legge nei Territori del Nord-Ovest.

## Storia della polizia in Irlanda
La prima forza di polizia organizzata in Irlanda del Nord venne in essere attraverso il Peace Preservation Act del 1814, ma l'Irish Constabulary Act del 1822 segnò il vero inizio dell'Irish Constabulary. Tra i primi compiti vi era la requisizione con la forza delle decime, durante la "guerra delle decime", per conto del clero anglicano, ad una popolazione prevalentemente cattolica, oltre che alla minoranza presbiteriana. L'atto istituiva una forza in ogni baronato, con un conestabile capo e ispettori generali, sotto il controllo dell'amministrazione civile del Castello di Dublino. Entro il 1841 questa forza ammontava a oltre 8.600 uomini. La forza era stata razionalizzata e riorganizzata con un atto del 1836 e il primo regolamento venne pubblicato nel 1837. La disciplina era rigida e la paga povera. La polizia fronteggiò anche l'irrequietezza tra i poveri dell'Irlanda rurale, che si manifestò in organizzazioni come i Ribbonmen, che attaccarono i proprietari terrieri e le loro proprietà.
La nuova forza di polizia dimostrò la sua efficienza contro il separatismo irlandese, sedando la rivolta della Giovane Irlanda guidata da William Smith O'Brien nel 1848. A questo seguì un periodo di calma relativa. Comunque la Fratellanza Repubblicana Irlandese, fondata nel 1858, progettò una rivolta armata contro il dominio britannico. Ciò si tramutò in azione diretta con la Rivolta Feniana (1867), segnata da attacchi alle stazioni di polizia più isolate. Anche questa ribellione venne sedata abbastanza facilmente, in quanto la polizia aveva infiltrato i feniani con spie e informatori. La lealtà della forza di polizia durante la rivolta venne ricompensata dalla Regina Vittoria che concesse l'uso del prefisso "reale" e il diritto di usare le insegne dell'Illustrissimo Ordine di San Patrizio. Il Royal Irish Constabulary (RIC) presiedette ad un marcato declino del crimine nella nazione, con le agitazioni rurali dell'inizio del XIX secolo (caratterizzate da organizzazioni segrete e crimini quali il raduno armato non autorizzato) che vennero rimpiazzate da reati minori quali l'ubriachezza molesta e piccoli crimini contro la proprietà. Un'eccezione a questa tendenza fu la Land War del 1879-82. Belfast, che era fuori dal controllo del RIC, venne segnata da tensioni settarie e la sua popolazione crebbe di cinque volte in cinquant'anni; ci furono gravi rivolte negli anni 1857, 1864, 1872 e 1886. Come risultato, la Belfast Town Police venne smantellata e la responsabilità della città passò al RIC.
Per via della sua ubiquità, dagli anni 1850 il RIC venne incaricato di una serie di compiti di governo civile e locale, oltre a quelli già esistenti, che legarono strettamente i conestabili alle loro comunità locali. Nel 1901 c'erano circa 1.600 caserme e qualcosa come 11.000 conestabili. La maggioranza dei gradi inferiori nelle aree rurali appartenevano alla stessa classe sociale, religione e retroterra generale dei loro vicini. Attraverso l'applicazione di decine di migliaia di sfratti nell'Irlanda rurale e le molestie verso i capi della Land league, il RIC si era attratto il diffuso disprezzo da parte della popolazione cattolica irlandese durante il XIX secolo. Comunque, durante la calma relativa del tardo periodo Vittoriano ed Edoardiano, il RIC si conquistò l'accettazione generale come una organizzazione efficiente che servì da modello per forze simili in altre parti dell'Impero britannico, e non era impopolare a casa più di quanto non lo fossero in genere altre forze di polizia. L'ethos militare del RIC, con le sue "caserme" (solitamente delle semplici case in affitto), carabine e l'enfasi sulle esercitazioni in stile militaresco, distinguevano tale corpo dalla polizia civile del resto del Regno Unito e di Dublino. Nel corso della sua storia il RIC indossò una distintiva uniforme verde scuro, con bottoni e insegne argentate.
L'agio relativo dell'esistenza del RIC venne comunque sempre più complicata dalla crescita della campagna per la Home Rule, nel periodo precedente alla I guerra mondiale. Il potenziale successo della terza Home Rule Bill, nel 1912, introdusse grandi tensioni: gli oppositori della bozza di legge organizzarono la Ulster Volunteer Force nel gennaio 1913, mentre i sostenitori, per tutta risposta, formarono i Volontari Irlandesi. Questi due gruppi contavano oltre 250.000 membri, organizzati come veri e propri eserciti privati. La maggior parte degli sforzi del RIC vennero indirizzati contro i nazionalisti, lasciando mano libera all'UVF. Il Sinn Féin venne fondato nel 1905. La politica divenne più divisiva e ci fu una crescita nella violenza politica che raggiunse il suo apice nel 1921.

## La guerra d'indipendenza irlandese
La vittoria del Sinn Féin nelle elezioni generali del 1918 e la sua creazione di un parlamento indipendente (il Dáil Éireann) segnò l'inizio della guerriglia. L'Irish Republican Army (IRA) di Michael Collins compì attacchi sistematici contro le forze della Corona, e il RIC, in quanto strumento del dominio britannico, subì gli assalti più pesanti. Dall'autunno del 1919 il RIC fu costretto ad abbandonare le sue caserme più isolate. Simultaneamente venne fatto vigere un boicottaggio della polizia da parte dell'IRA, con l'istituzione di polizia e tribunali alternativi. I membri del RIC vennero minacciati e assassinati in numero sempre maggiore, come parte di una strategia deliberata, intesa a rendere ingovernabile alla Corona l'Irlanda rurale. Nell'ottobre 1920, secondo una dichiarazione fatta dal segretario degli esteri Lord Curzon, 117 membri del RIC erano stati assassinati e 185 feriti. In un periodo di tre mesi nello stesso anno, 600 agenti si dimisero dalla forza di polizia che contava solo 9.500 uomini quando la rivolta iniziò.
Per rinforzare la polizia ridotta e demoralizzata, il governo britannico trovò nuove forze reclutando veterani della I guerra mondiale dalle città dell'Inghilterra e della Scozia e mandandoli in Irlanda nel 1920, a formare i famosi "Black and Tans" e le Auxiliary Division del RIC. Paddy O'Shea, figlio di un sergente del RIC, descrisse questi rinforzi come "una piaga mandata da Dio. Portarono aiuto, ma spaventarono anche quelli che erano venuti ad aiutare". Alcuni regolari del RIC si dimisero per protesta contro le tattiche spesso brutali dei nuovi reclutati. Altri collaborarono con l'IRA, o per convinzione o perché temevano per le proprie vite. Un'incursione contro una caserma del RIC a Cookstown, Contea di Tyrone, nel giugno del 1920, venne compiuta con l'aiuto di uomini del RIC solidali. Le caserme di Schull, Contea di Cork, vennero catturate grazie ad un simile aiuto. Nell'ottobre del 1920, le paghe del RIC vennero aumentate per compensare l'aumentato costo della vita, in quanto molti negozi si rifiutavano di servire i poliziotti, in ottemperanza alla politica di ostracismo del Dáil Éireann verso le forze della Corona.
Nel dicembre 1920 il Government of Ireland Act divise la nazione e nel luglio 1921 venne concordata una tregua. 418 uomini del RIC erano stati uccisi in due anni. Il Trattato Anglo-Irlandese fu la causa della guerra civile irlandese. Nel gennaio 1922 venne concordato di smantellare il RIC, sostituendolo con il Garda Síochána nello Stato Libero d'Irlanda e con il Royal Ulster Constabulary nell'Irlanda del Nord.
Molti uomini del RIC si spostarono a nord per entrare nel RUC. Ciò produsse una forza di polizia che era originariamente per il 40% cattolica. Comunque, questa percentuale scese all'8% quando questi uomini man mano raggiunsero la pensione e non vennero sostituiti da cattolici nordirlandesi, che rigettavano il forte ethos unionista del RUC. Alcuni uomini del RIC entrarono nel Garda Síochána, avendo aiutato l'IRA in vari modi. Molti si ritirarono e lo Stato Libero accettò di pagare le loro pensioni. Altri comunque, di fronte a violente rappresaglie, minacciate o reali, scapparono con le loro famiglie in Gran Bretagna. Alcuni di questi si unirono alla Gendarmeria della Palestina, che stava reclutando nel Regno Unito in quel periodo, e successivamente nella Polizia della Palestina.